# Кальсаділья
Кальсаділья (ісп. Calzadilla) — муніципалітет в Іспанії, у складі автономної спільноти Естремадура, у провінції Касерес. Населення — 478 осіб (2010).
Муніципалітет розташований на відстані близько 240 км на захід від Мадрида, 65 км на північ від Касереса.

## Демографія
Динаміка населення (INE ):